# Episodi de I segreti della metropoli (quarta stagione)
La quarta stagione della serie televisiva I segreti della metropoli è stata trasmessa in anteprima negli Stati Uniti d'America dalla CBS tra il 10 settembre 1953 e il 3 giugno 1954.
| nº | Titolo originale      | Titolo italiano | Prima TV USA      | Prima TV Italia |
| -- | --------------------- | --------------- | ----------------- | --------------- |
| 1  | Baseball Story        |                 | 10 settembre 1953 |                 |
| 2  | Fear, Inc.            |                 | 17 settembre 1953 |                 |
| 3  | Applejack             |                 | 23 settembre 1953 |                 |
| 4  | Murder by Messenger   |                 | 1º ottobre 1953   |                 |
| 5  | Innocence Will Out    |                 | 8 ottobre 1953    |                 |
| 6  | Watch the Birdie      |                 | 15 ottobre 1953   |                 |
| 7  | On Their Own          |                 | 22 ottobre 1953   |                 |
| 8  | Train Story           |                 | 29 ottobre 1953   |                 |
| 9  | Blind Justice         |                 | 5 novembre 1953   |                 |
| 10 | The Room              |                 | 12 novembre 1953  |                 |
| 11 | Chance of a Lifetime  |                 | 19 novembre 1953  |                 |
| 12 | An Honest Man         |                 | 26 novembre 1953  |                 |
| 13 | Shoplifter            |                 | 3 dicembre 1953   |                 |
| 14 | Fall Guy              |                 | 10 dicembre 1953  |                 |
| 15 | Dangerous Man         |                 | 17 dicembre 1953  |                 |
| 16 | Return of the Hoodlum |                 | 24 dicembre 1953  |                 |
| 17 | Taxi Dancer           |                 | 31 dicembre 1953  |                 |
| 18 | The Stranger          |                 | 7 gennaio 1954    |                 |
| 19 | The Consulate         |                 | 14 gennaio 1954   |                 |
| 20 | Killer for Hire       |                 | 21 gennaio 1954   |                 |
| 21 | Kid Stuff             |                 | 28 gennaio 1954   |                 |
| 22 | Planned Danger        |                 | 4 febbraio 1954   |                 |
| 23 | The Heir              |                 | 11 febbraio 1954  |                 |
| 24 | Deadline              |                 | 18 febbraio 1954  |                 |
| 25 | The Auctioneer        |                 | 25 febbraio 1954  |                 |
| 26 | Fifty Dollar Bill     |                 | 4 marzo 1954      |                 |
| 27 | Walking Dead          |                 | 11 marzo 1954     |                 |
| 28 | Mute Justice          |                 | 18 marzo 1954     |                 |
| 29 | Pursuit               |                 | 25 marzo 1954     |                 |
| 30 | The Jurist            |                 | 1º aprile 1954    |                 |
| 31 | Innocent Target       |                 | 8 aprile 1954     |                 |
| 32 | Babies for Sale       |                 | 15 aprile 1954    |                 |
| 33 | Thirty Days to Live   |                 | 22 aprile 1954    |                 |
| 34 | Lost Lady             |                 | 29 aprile 1954    |                 |
| 35 | Jeopardy              |                 | 6 maggio 1954     |                 |
| 36 | Lovers Lane Bandit    |                 | 13 maggio 1954    |                 |
| 37 | Dead to Rights        |                 | 20 maggio 1954    |                 |
| 38 | Invitation to Death   |                 | 27 maggio 1954    |                 |
| 39 | Four Hours to Live    |                 | 3 giugno 1954     |                 |